# Alibi
Alibi (od latinskog alibī, 'negdje drugdje') izjava je osobe osumnjičene za kazneno djelo da je bila na drugom mjestu kada je kazneno djelo počinjeno. Tijekom policijske istrage od svih se osumnjičenika obično traži da daju podatke o tome gdje su se nalazili tijekom relevantnog vremenskog razdoblja, što bi, gdje je to moguće, obično potvrdile druge osobe ili putem drugih načina (kao što je provjera telefonskih zapisa ili računa s kreditne kartice, korištenje video nadzora i slično).
Tijekom kaznenog postupka, alibi je obrana koju optuženi iznosi kao dokaz da nije mogao počiniti zločin jer je bio na nekom drugom mjestu u vrijeme kada je navodno kazneno djelo počinjeno. Knjiga Criminal Law Deskbook navodi: »Alibi je drugačiji od svih ostalih obrana; temelji se na premisi da je optuženik doista nevin.«